# Anneliese Hager
Anneliese Hager (* 11. Februar 1904 auf Gut Lindenhof, Złotów; † 1. März 1997 in Korbach) war eine deutsche Lyrikerin des Surrealismus, Übersetzerin und Fotokünstlerin, die unter anderem durch ihre abstrakten Fotogramme bekannt wurde.

## Leben
Hager ließ sich von 1920 bis 1922 an der Fotografischen Lehranstalt des Lette-Vereins in Berlin zur Metallographin ausbilden und war in den 1920er-Jahren zunächst als Fotografin im Bereich der modernen Kunst aktiv. Von 1922 bis 1924 arbeitete sie als technische Assistentin für Mikrofotografie an einem Kaiser-Wilhelm-Institut in Berlin. Im Jahr 1933 siedelte sie nach Aachen über, wo sie während der Zeit des Nationalsozialismus zurückgezogen lebte. Ab 1935 experimentierte Hager unter dem Einfluss der Werke László Moholy-Nagys und Man Rays mit dem Fotogramm-Druckverfahren. Sie zog 1940 nach Dresden, wo sie unter anderem in Kontakt mit Edmund Kesting kam. Ihre 1924 mit Rudolf Brauckmeyer geschlossene Ehe, der drei Kinder entstammen, wurde 1943 geschieden. Bei der Bombardierung Dresdens im Februar 1945 verlor Hager ihren gesamten Besitz. Auch ihre Fotogramme gingen verloren. 
Nach Ende des Zweiten Weltkriegs lebte Hager mit dem Maler Karl Otto Götz zusammen, den sie 1947 heiratete. Das Paar lebte von 1945 bis 1950 in Königsförde bei Hameln, ab 1950 zunächst in Frankfurt am Main und ließ sich später in Düsseldorf nieder. Mit Götz war Hager ab 1948 Teil der Künstlergruppe CoBrA. Im Januar 1950 stellte sie zusammen mit Götz in der Berliner Galerie Gerd Rosen aus. Im Jahr 1951 kam sie mit Paul Celan zusammen, drei Jahre später lernte sie André Breton kennen und arbeitete mit Max Hölzer an seinen Surrealistischen Publikationen. Die Ehe mit Götz wurde 1965 geschieden. Hager zog von Düsseldorf nach Lenggries in Oberbayern, lebte ab 1972 in Krefeld, später in Schmallenberg, Wiesbaden, und schließlich 1993 in Korbach, wo sie 1997 im Alter von 93 Jahren starb.

## Wirken
Hager hatte nach ihrer Ausbildung zur Metallographin zunächst in diesem Beruf gearbeitet und sich in diesem Zusammenhang mit Mikrophotographie beschäftigt, bevor sie sich 1935 dem Fotogramm-Druckverfahren zuwandte. Ihre surrealistisch-abstrakten Fotogramme nutzte sie unter anderem zur Bebilderung eigener Gedichte. Auch nach dem Verlust sämtlicher Werke bei der Bombardierung Dresdens experimentierte Hager vor allem während ihrer Jahre in Königsförde mit dem fotografischen Druckverfahren. Ihre Fotogramme standen dabei unter anderem den Werken Gudrun Ahlbergs und Jindrich Heislers nahe. Sie „zielen eher auf die Schaffung neuer Räume, neuer Zielpunkte des verwunderten Staunens als auf reine Gestaltung. […] Sie verbindet rein zufällig entstandene Elemente (Flocken oder Körner werden auf das lichtempfindliche Papier gestreut) mit anderen, die vorher bearbeitet wurden (Papierschnitzel, deren ‚arpähnliche‘ Formen sich auf den gleichzeitig entstandenen Gemälden von K. O. Götz finden).“ Zeitgenossen galt sie bereits in den 1950er-Jahren als „Altmeisterin des Fotogramms“; auch ihre fotografischen Arbeiten der 1920er-Jahre nahmen spätere Entwicklungen des abstrakten Expressionismus vorweg. Hager konnte während der Zeit des Nationalsozialismus ihre Fotogramme nicht ausstellen oder publizieren. Nach 1945 wiederum nahm „die zurückgezogene Künstlerin“ nur an wenigen Ausstellungen teil, und dann meist im Zusammenhang mit den Künstlervereinigungen Meta, Rixes und CoBrA. Ihre Werke waren unter anderem im Museum am Ostwall in Dortmund zu sehen.
In unregelmäßigen Abständen veröffentlichte Hager Gedichte. Sie hatte bereits im Alter von 16 Jahren zu dichten begonnen. Im Jahr 1947 schrieb sie die surrealistische Prosadichtung Die rote Uhr, die 1963 in limitierter Auflage als Handpressendruck erschien. Die Illustrationen stammten von ihrem Ehemann Karl Otto Götz. Ebenfalls als limitierter Handpressendruck erschien 1964 der Lyrikband Weiße Schatten, den sie mit eigenen Fotogrammen illustrierte. Er war in ein Original-Fotogramm Hagers eingebunden, signiert und nummeriert und erschien in einer Gesamtauflage von 36 Stück. Bereits 1961 hatte sie unter dem Namen Annelise Hager in der belgischen Surrealisten-Zeitschrift Edda (Nr. 3 vom März 1961) veröffentlicht. Weitere Gedichte Hagers erschienen unter anderem 1970 im Poesiealbum und 1991 gesammelt unter dem Titel Die rote Uhr und andere Dichtungen. 
Die Zeit rezensierte 1992 das Werk Anneliese Hagers und erklärte, sie gehöre „als deutsche Surrealistin einer so seltenen literarischen Spezies an, daß ihre Texte – auch die weniger gelungenen – wie B[o]ten von einem fremden Stern wirken und eine verschüttete Tradition der Avantgarde ins Gedächtnis rufen, deren Möglichkeiten nach wie vor unausgeschöpft sind.“
Hager übersetzte zahlreiche, in Deutschland völlig unbekannte Texte französischer Autoren erstmals ins Deutsche, darunter Werke von Guillaume Apollinaire, Louis Aragon, Charles Baudelaire, André Breton, René Char, Robert Desnos, Alfred Jarry, Comte de Lautréamont, Claude Sadut und Marguerite Yourcenar.

## Werk

### Dichtung und Fotogramme
- Die rote Uhr. Prosadichtung 1947 – mit Lithographien von K. O. Götz. [Handpressendruck von Klaus Burkhardt]. Galerie Müller, Stuttgart 1963.
- Weiße Schatten. Fotogramme. Gedichte. Klaus Burkhardt, Stuttgart 1964.
- Die rote Uhr und andere Dichtungen. Hrsg. von Rita Bischof und Elisabeth Lenk. Arche, Zürich 1991, ISBN 978-3716021361.
- Aus zerstäubten Steinen: Texte deutscher Surrealisten. Anneliese Hager u. a. Rimbaud, 1995, ISBN 978-3-89086-845-5.

### Übersetzungen
- Alfred Jarry: Haldernablou. Übersetzung: Anneliese Hager-Götz. In: Akzente. H. 1, 1962, S. 36–55.[9]
- René Char: Claire. Theater im Grünen. S. Fischer, Frankfurt am Main 1967.
- Robert Desnos: Robert Desnos. Ausgewählte Texte, Abbildungen, Faksimiles, Bio-Bibliographie. Luchterhand, Neuwied 1968.
- Marguerite Yourcenar: Die schwarze Flamme. Kiepenheuer & Witsch, Köln 1969. Neuausgabe: Deutscher Taschenbuch Verlag, München 2003, ISBN 978-3423130790
- René Char: Die Sonne der Gewässer. Schauspiel für ein Gemälde der Fischer. S. Fischer, Frankfurt ca. 1970[10]
- Claude Sadut: Therese oder Die Unterwerfung. Gala, Hamburg 1971
- Alfred Jarry: Der Alte vom Berge. Hanser, München 1972, ISBN 3-446-11563-3. Übers.: Anneliese Hager, Ludwig Harig, Eugen Helmlé, Klaus Völker.